# Młoda Wiktoria
Młoda Wiktoria (ang. The Young Victoria, 2009) – amerykańsko-brytyjski melodramat historyczny w reżyserii Jean-Marca Valléego.
Fabuła filmu koncentruje się wokół wstąpienia na tron i początków panowania królowej Wiktorii oraz jej małżeństwa z księciem Albertem. W filmie wykorzystano fragment hymnu koronacyjnego Georga Friedricha Händla Zadok the Priest, który powtarzany jest od 1727 roku podczas każdej kolejnej koronacji monarchy Wielkiej Brytanii.

## Produkcja
Zdjęcia do filmu kręcono przez dziesięć tygodni od sierpnia 2007. Sceny rozgrywające się w Opactwie Westminsterskim nakręcono w katedrze w Lincoln, a londyński Ham House zastąpił Pałac Kensington. Wnętrza królewskiego pałacu Buckingham imitowały inne rezydencje: Blenheim Palace i Ditchley Park (obydwa w hrabstwie Oxfordshire) oraz londyński Lancaster House (Londyn). Pozostałe sceny nakręcono w Hampton Court, Zamek Arundel w hrabstwie West Sussex, Wilton House (Wiltshire), Balls Park (Hertfordshire) i Belvoir Castle (Leicestershire). Najbardziej intensywny był czwarty tydzień zdjęć, gdy każdy dzień zdjęciowy przenosił się na inne miejsce w obrębie aglomeracji londyńskiej: Osterley Park, Old Royal Naval College, Ham House, Novello Theatre i Hampton Court.

## Obsada
- Emily Blunt jako królowa Wiktoria
- Rupert Friend jako książę Albert
- Miranda Richardson jako Wiktoria, księżna Kentu
- Mark Strong jako sir John Conroy
- Jim Broadbent jako król Wilhelm IV
- Harriet Walter jako królowa Adelajda
- Paul Bettany jako William Lamb
- Thomas Kretschmann jako król Leopold I Koburg
- Jeanette Hain jako baronowa Louise Lehzen
- Julian Glover jako Arthur Wellesley, 1. książę Wellington
- Michael Maloney jako sir Robert Peel
- Michiel Huisman jako Ernest II z Saksonii-Coburga-Gothy

## Nagrody
Oscary 2010
- najlepsze kostiumy − Sandy Powell[3]
- nominacja: najlepsza scenografia − Patrice Vermette i Maggie Gray[3]
- nominacja: najlepsza charakteryzacja − John Henry Gordon i Jenny Shircore[3]

British Independent Film Awards 2009
- nominacja: najlepsza aktorka − Emily Blunt

Złote Globy 2009
- nominacja: najlepsza aktorka w filmie dramatycznym − Emily Blunt

Nagrody BAFTA 2009
- najlepsze kostiumy − Sandy Powell
- najlepsza charakteryzacja − Jenny Shircore

Nagroda Satelita 2009
- nominacja: najlepsza aktorka w filmie dramatycznym − Emily Blunt
- nominacja: najlepsze kostiumy − Sandy Powell